# Piscina de San Pedro
Piscina de San Pedro, del inglés St. Peter's Pool (oficialmente:Peter's Pool ), (en maltés:Il-Bajja ta Pietru) es una pequeña bahía en la isla de Malta perteneciente al consejo local de Marsaxlokk. Se encuentra en el punto más al noreste de la península de Dellimara. La bahía es una atracción común entre los turistas que buscan hacer snorkel. También se puede encontrar una pequeña cueva en el extremo occidental de la bahía.

## Galería de imágenes

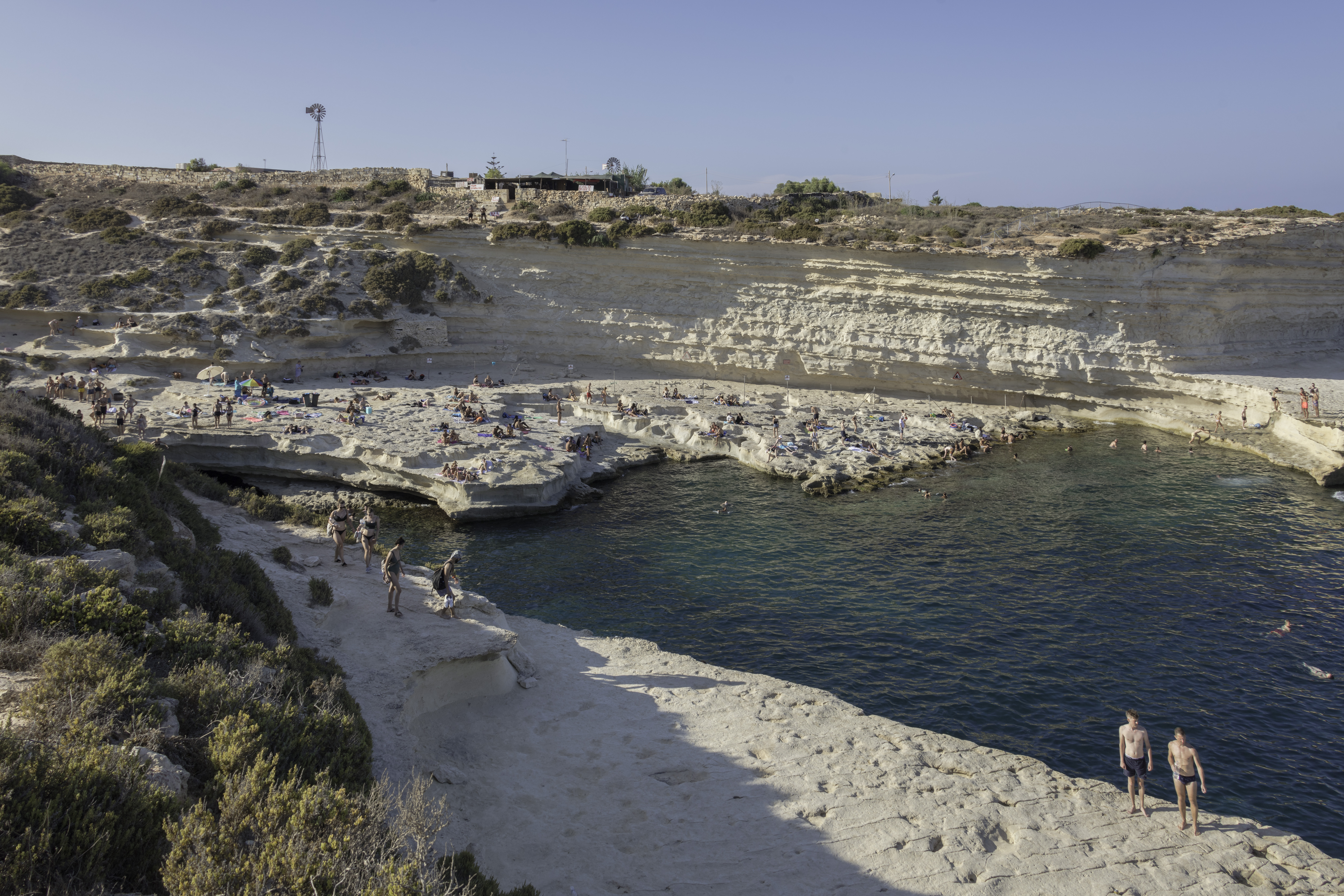
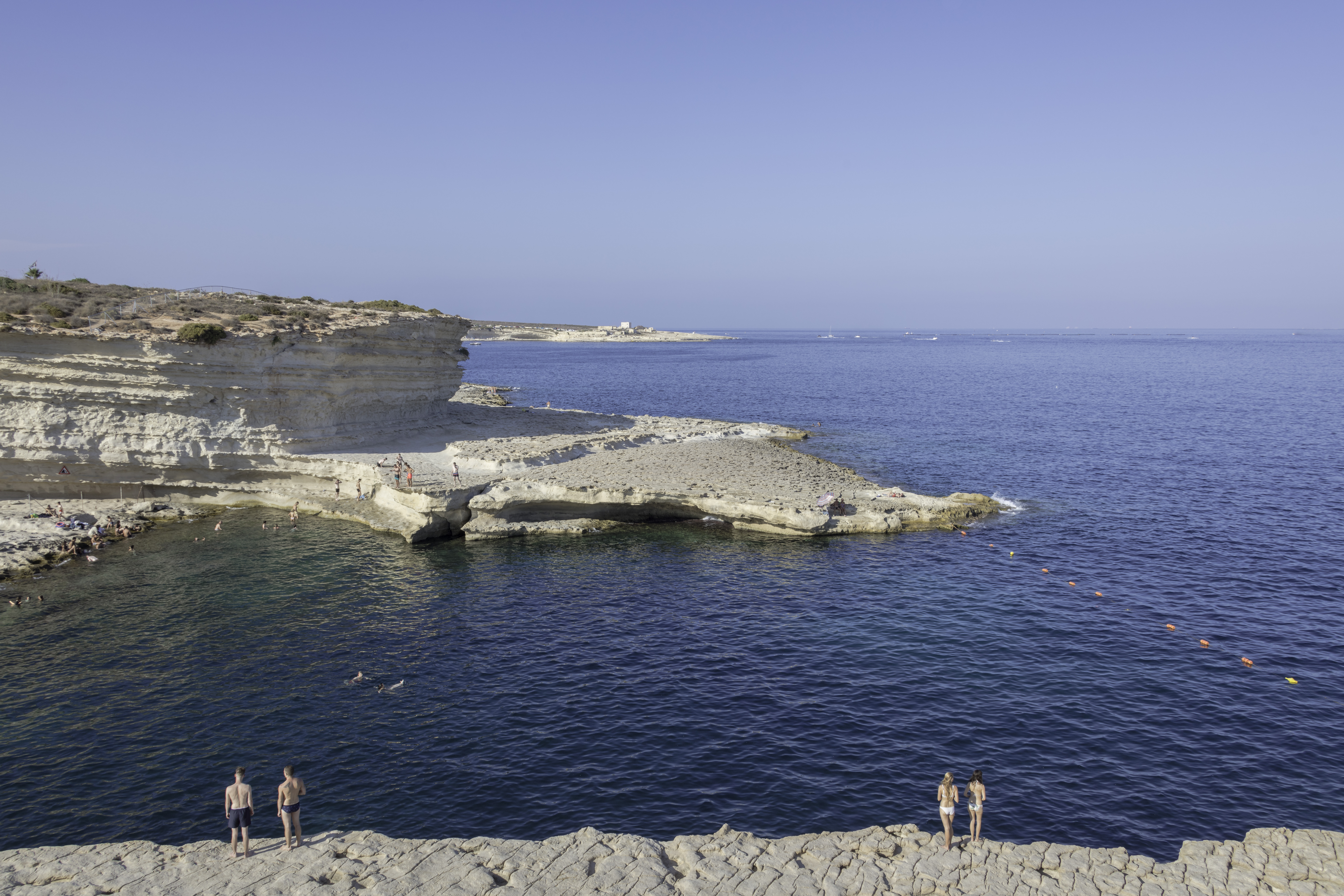
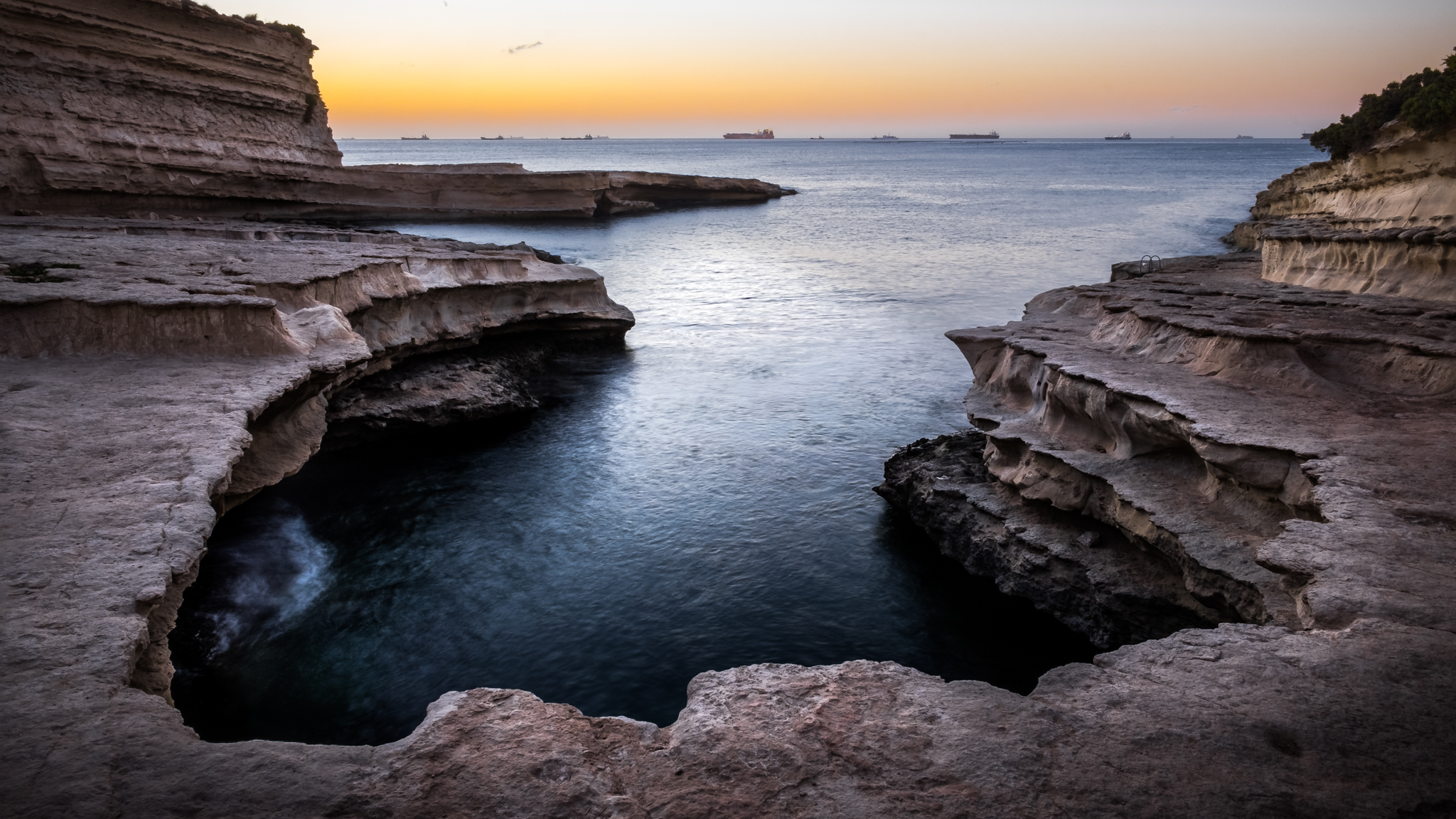
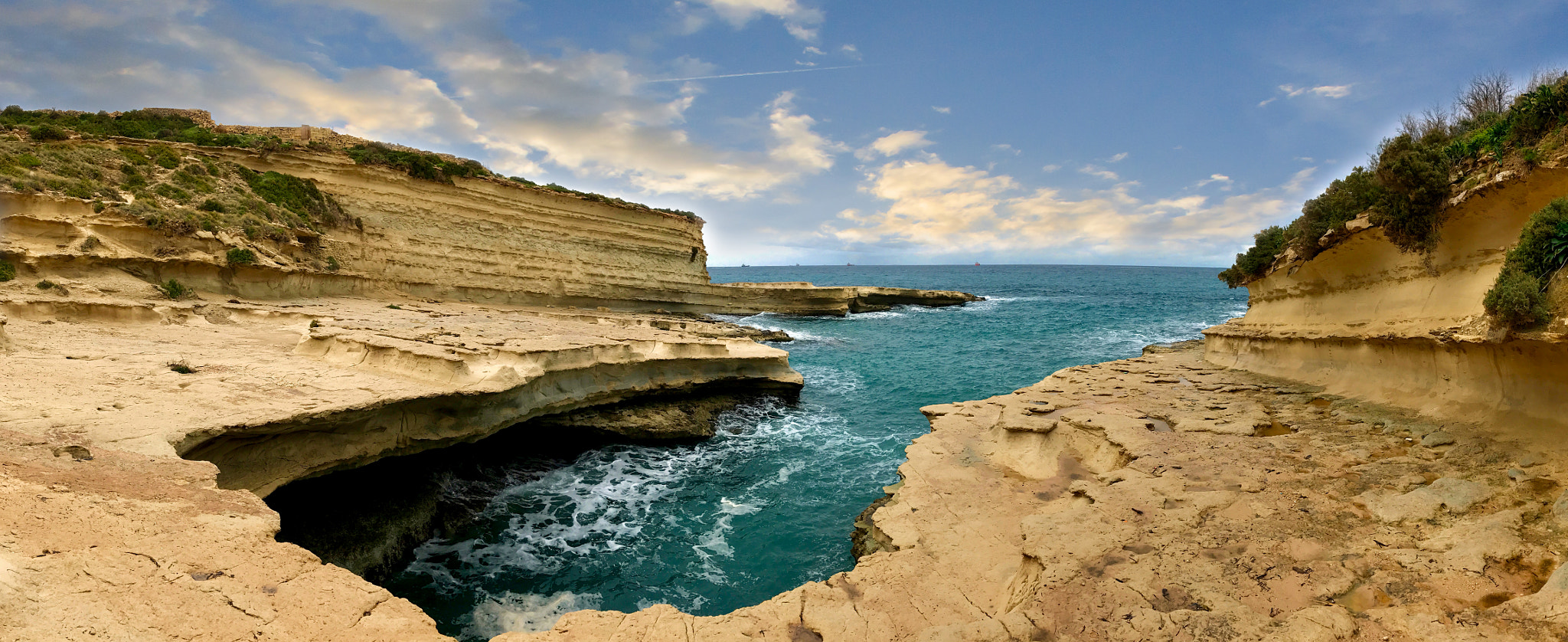